# Otão I de Nassau
Otão I de Nassau, da Casa de Orange-Nassau, (1247-1290), foi co-Conde de Nassau 1249-1255, Conde de Nassau-Siegen, Conde de Nassau-Dillenburg, Conde de Nassau-Beilstein, Conde de Nassau-Ginsberg 1255. Governou com o irmão, Walram II de Nassau.
Casou com  Inês (morta em 1299) filha de Emich IV, Conde de Leiningen e tiveram cinco filhos.
São o tronco do ramo Otoniano dos Conde de Nassau, Siegen, Dillenburg, Beilstein, Diez, Leck, Breda, Vianden, príncipes de Orange, Conde de Katzenbelbogen, de quem descende a atual Casa reinante dos Países Baixos.  Na partilha de 1255 recebeu Siegen, Dillenburg, Bellstein e Herborn. De seus três filhos descendem os Nassau-Dillenburg, Nassau-Diez, Nassau-Siegen e Orange-Nassau.